# Tomice (powiat Poznański)
Tomice is een dorp in de Poolse woiwodschap Groot-Polen. De plaats maakt deel uit van de gemeente Stęszew en telt 90 inwoners.

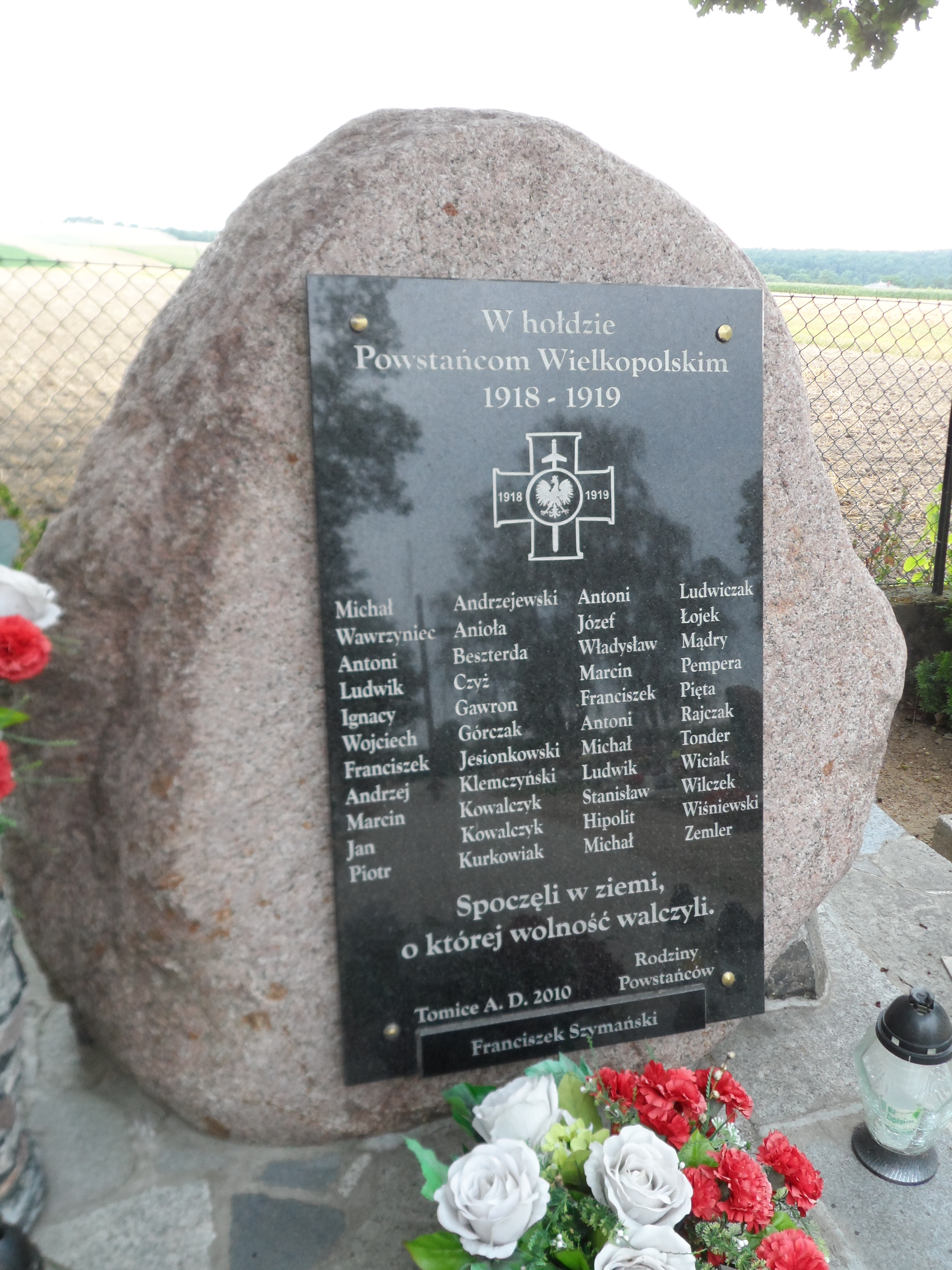
Een plaque ter herdenking van de deelnemers aan de opstand van Groot-Polen (1918-1919) van Tomice en zijn omgeving.